# Mario Comensoli
Mario Comensoli (Lugano, 15 aprile 1922 – Zurigo, 2 giugno 1993) è stato un pittore svizzero.

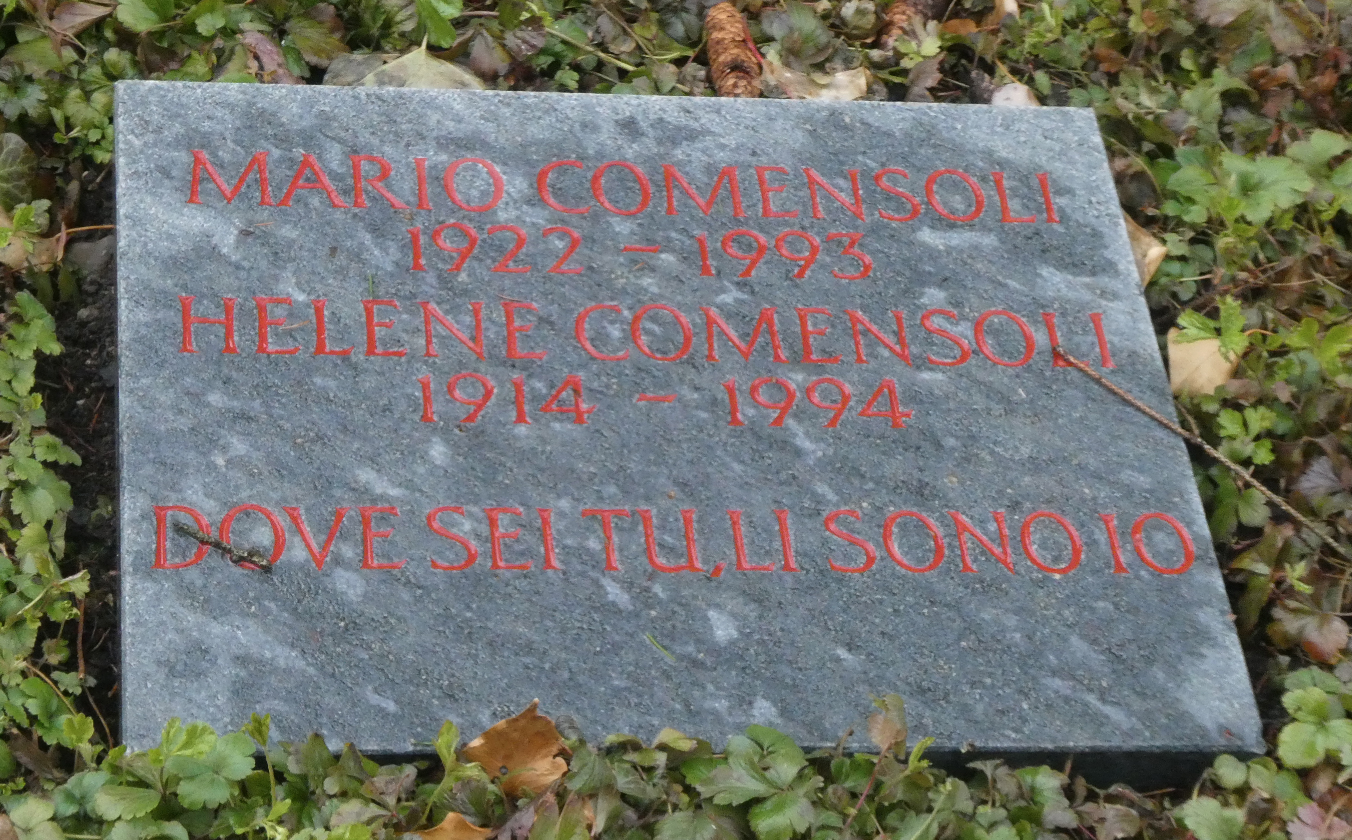
Lapide cimitero Shilfeld Zurigo

È considerato un grande esponente svizzero del realismo pittorico. Figlio di un operaio anarchico originario di Calice al Cornoviglio (Massa Carrara) emigrato in Svizzera all'inizio del secolo scorso e di una sarta luganese, Enrichetta Isella, morta pochi mesi dopo averlo messo alla luce, Mario Comensoli venne allevato da due umili sorelle romagnole che l'avevano prelevato da un orfanotrofio e che facevano le pulizie presso le famiglie benestanti luganesi. Le prime esperienze nel quartiere proletario di Molino Nuovo hanno marcato profondamente la sua sensibilità creando il substrato di una pittura permeata di uno spirito umanistico e rivolta soprattutto agli emarginati. I temi della sua narrazione hanno infatti sempre radici nella realtà sociale. Dopo una fase di apprendimento a Parigi negli anni dell'immediato dopoguerra caratterizzata da una ricerca nel solco del postcubismo e dove conosce Mirò, i fratelli Giacometti, Borès e Poliakoff, Comensoli si trasferisce definitivamente a Zurigo con la moglie Hélène Frei. Qui espone le sue tele parigine in una mostra comprendente anche alcune sculture che il museo Helmhaus dedica al giovane artista. Importante sul piano formale, la prima fase creativa lascia però presto il posto a una nuova pittura attenta alla realtà e alle vicende umane.

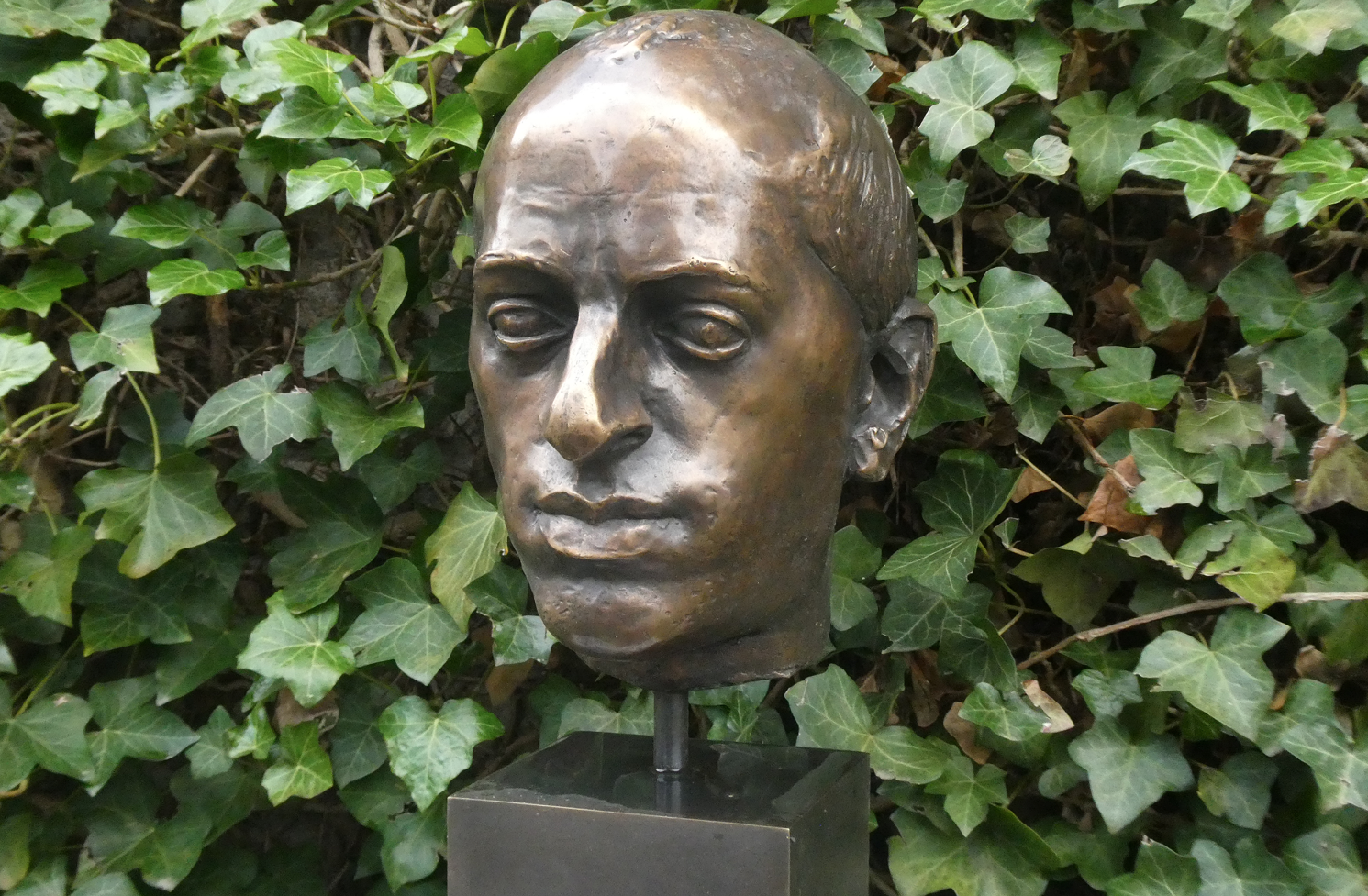
Cimitero Sihlfeld Zurigo

## I "lavoratori in blu"
Comensoli scopre infatti "la nuova estetica" degli operai emigrati massicciamente in Svizzera dalle regioni meridionali dell'Italia.
Incoraggiato da molti intellettuali tra cui Carlo Levi e Max Frisch (con quest'ultimo verrà premiato a Zurigo dalla comunità italiana nel 1970 l'anno del referendum anti-stranieri bocciato di misura dal popolo svizzero) Mario Comensoli espone in alcune fabbriche e musei svizzeri e a Düsseldorf, in Germania, i suoi "lavoratori in blu", dove il blu deriva dalla tuta di lavoro degli operai. Presentando la sua unica
mostra in Italia, nel 1962, alla galleria San Luca di Roma, Levi scrive: "Comensoli ci racconta in modo semplice e austero il destino dei suoi
personaggi. Il tono è fraterno, il punto di vista è quello di chi vive e sente sullo stesso piano, e cerca non una curiosità ma una somiglianza".

## L'influenza del 68 e i "no future"
Successivamente, dopo avere affrontato i miti del '68 con uno spirito ironico e dissacrante e una pittura quasi cartellonistica, dai colori squillanti, che echeggia i modi della pop art, e che propone in diverse
mostre in Francia, Comensoli scopre il mondo dei punk, dei "no future", che a una società come quella della Bahnhofstrasse impegnata ad accumulare capitali, oppongono le loro utopie libertarie e anticonsumistiche. È un altro importante momento della sua pittura, celebrata negli anni ottanta con grandi retrospettive dai musei di Coira, Glarus, Aarau, San Gallo, dal Kunsthaus di Zurigo e dal Castello Visconteo di Locarno. Presto però, di fronte a tragedie come il dilagare della droga che coinvolge migliaia di giovani nelle piazze e nei parchi di Zurigo, all'ottimismo subentrano dolore e pessimismo. Comensoli si spegne a 71 anni per un infarto nel suo atelier della Rousseaustrasse a Zurigo, mentre i ragazzi che considerava "portatori di speranza", si bucano sotto la sua finestra.

## Esposizioni
- 2023 "10. Ten years of Artrust" - Melano, CH
- 2023 "Comensoli e la Bregaglia", Sala Viaggiatori - Castasegna, CH
- 2022 "La peinture du Mouvement", Centro Comensoli - Zürich, CH
- 2022 “Gli uomini in blu”, Max Museo / Spazio Officina - Chiasso, CH
- 2022 “Ultime opere”, Fafa Fine Art - Lugano, CH
- 2022 ”Finale”, Valley Art - Kemptthal, CH
- 2021 Landesmuseum / Museo Nazionale, Frauen Rechte, Zurigo, CH
- 2020 Centro Comensoli, Die Sammlung Hans Peter Salim, Zurigo, CH
- 2019 Landesmueum / Museo Nazionale, "Geschichte Schweiz", Zurigo, CH
- 2018 Kunstmuseum, Das Leben ist kein Ponyhof, Olten, CH
- 2018 Ludwig Forum, Flashes of the Future, Aquisgrana, D
- 2017 Historisches Museum, La Svizzera e il 68, Berna, CH
- 2014 Artrust, Melano, CH
- 2014 Museo Civico Villa dei Cedri, Bellinzona, CH
- 2011 Cinema Comensoli, Festival del Film Zurigo, CH
- 2010 PressArt, Museum der Moderne, Salisburgo, A
- 2009 Galleria Welti modern art, Zurigo, CH
- 2008 Locarno: Pinacoteca Casa Rusca - Comensoli, il cinema, i giovani
- 2008 Ascona: Museo Epper-Mario Comensoli - La seduzione della danza
- 2006 Palais de Beaulieu, Losanna, CH
- 2005 Comensoli e il Cooperativo di Zurigo, Zurigo, CH
- 2003 Ca' la Ghironda, Bologna, ITA
- 2003 Galerie Andy Jllien di Zurigo, decimo anniversario della morte
- 2002 Ritorno in Italia, La Posteria - Mazzotta, Milano, ITA
- 2000 Kunstkeller Berna, Berna, CH
- 2000 Kunstmuseum Olten, Olten, CH
- 1998 Museo d'Arte Moderna, Lugano, CH